# Termunterzijldiep

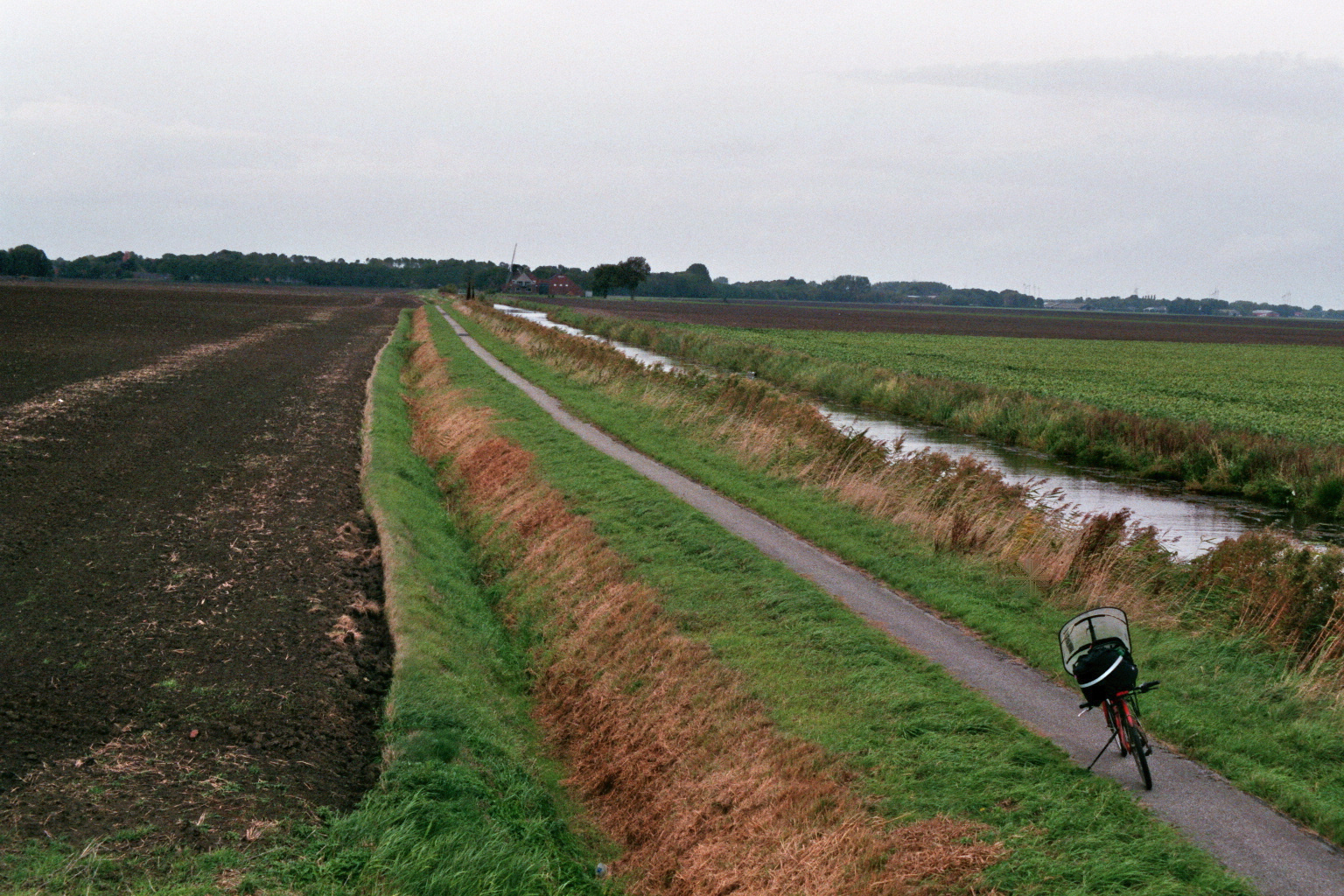
Het Termunterzijldiep gezien vanaf het talud van het viaduct in de A7 over dit kanaal, richting het noorden met op de achtergrond Molen De Dellen.

Het Termunterzijldiep of kortweg Zijldiep is een kanaal (diep) in het oosten van de Nederlandse provincie Groningen. Oorspronkelijk werd het aangelegd als een afwateringskanaal, later groeide het uit tot een belangrijke scheepvaartverbinding en tegenwoordig is het vooral in gebruik door waterrecreanten.

## Loop
Het diep start bij de samenloop van het Meedendiep en het Opdiep ten noorden van het Winschoterdiep en stroomt vandaar uit naar het noorden door de buurtschap Scheemderzwaag. Wat noordelijker passeert het diep aan oostzijde de poldermolen De Dellen en vervolgens aan westzijde achtereenvolgens de dorpen Nieuw-Scheemda en 't Waar, waar het Buiten Nieuwediep instroomt aan westzijde. Even verderop is het diep verbonden met het westelijker gelegen Hondshalstermeer door een naamloos verbindingskanaal, waarop het diep Nieuwolda binnenloopt, waar vanuit het oosten het Kattendiep instroomt. Voorbij Nieuwolda loopt het diep lijnrecht door over 2 kilometer tot aan de ophaalbrug Scheve Klap bij de polder De Leegte. Bij het graven werd dit zo gedaan omdat destijds hier De Siepe (vanaf Sappemeer) stroomde, die voor verdere afwatering kon dienen. Dat is de reden waarom dit het enige rechte stuk is in het verder vrij bochtige tracé van het Termunterzijldiep. Tegenwoordig stroomt bij de Scheve Klap vanuit het westen een tweede verbindingskanaal uit vanaf het Hondshalstermeer. Voorbij de Scheve Klap buigt het diep af naar het noordoosten en stroomt na nog een aantal kilometers bij het dorpje Termunterzijl uit in de Eems.
Van Scheemda tot aan 't Waar ligt er een fietspad langs het Termunterzijldiep. Dit fietspad is opgenomen in de Internationale Dollardroute. Ook tussen tussen Nieuwolda en de Scheve Klap is er een half verhard fietspad te vinden aan de oosteroever van het diep. Ten westen van Woldendorp (tussen Scheve Klap en Borgsweer) liggen er zowel langs de zuidoost- als noordwestoever van het diep natuurgebieden. Bij het natuurgebied op de noordwestoever loopt een fietspad langs het diep dat eveneens deel uitmaakt van de Internationale Dollardroute.

## Geschiedenis
Het kanaal vormde bij het graven in 1602 een vervanging voor de vroegere rivier de Munter Ae, die overstroomde bij de Cosmas- en Damianusvloed van 1509, toen de Dollard zich voor de laatste maal uitbreidde en die vervolgens dichtslibde. Monniken hadden de Munte eerder bedijkt en voorzien van een sloot evenwijdig eraan om zo een stuk land droog te leggen. In 1588 was de dijk bij Termunten hersteld, maar doordat het water niet meer via de Termunter Ae kon worden afgevoerd, moest dit nu noodgedwongen via de Oterdumerzijl gebeuren. In 1596 kwam een nieuwe dijk tussen Scheemda en Nieuwolda gereed, waarop een aantal ondernemers besloot om de Termunterzijl en Karmerzijl (bij Scheemderzwaag, ook wel Nijenzijl aan de Nijendijk genoemd) te bouwen met een diep ertussen om het water kwijt te raken. Het diep werd daarbij aangelegd vanaf de sloot achter die dijk, die voor dat doel werd verhoogd, waarbij de sloot werd verdiept. Bij Termunterzijl werd deels de loop van de vroegere Termunter Ae gevolgd. De eerste plannen dateren uit 1600, het kanaal werd gegraven in 1602.
Op 25 november 1601 werd het Termunterzijlvest opgericht voor het beheer van het diep en haar kunstwerken. De zeesluis werd gebouwd door Otto Stipel uit Emden. In 1686 werd het Termunterzijl weggeslagen bij de Sint-Maartensvloed, waarop de stad Groningen in 1725 er een nieuwe zijl liet bouwen, die ook wel de Boog van Ziel wordt genoemd.
In de 17e en 18e eeuw ontstond een bloeiende scheepvaart over het Termunterzijldiep als gevolg van de ontwikkeling van de Groninger Veenkoloniën bij Veendam en Pekela. Schepen exporteerden goederen naar Scandinavië en over de Oostzee tot aan Sint-Petersburg. In de 19e eeuw werden de schepen echter steeds groter en trad de industriële revolutie in met ijzeren schepen en door stoom- en diesel aangedreven boten. Dit betekende dat het diep langzamerhand te klein werd voor de scheepvaart. Toen de stad Groningen ook nog het Eemskanaal aanlegde in 1876, was het gedaan met de handel vanuit de Veenkoloniën over water. Het diep was daarmee echter niet afgeschreven voor de scheepvaart, daar de landbouw in het Oldambt nu een bloei begon door te maken en het diep zo steeds meer gebruikt werd door snikken en bolschepen, die in het begin vooral werden voortgetrokken door scheepsjagers, vrouwen en kinderen en later werden voortgedreven door opduwers of eigen motoren. Met name in de haven van Nieuwolda was het erg druk. In de jaren 1950 verdween de scheepvaart over het diep echter uiteindelijk toch als gevolg van de concurrentie door vrachtauto's. Ter nagedachtenis aan de bloeiende scheepvaartperiode zijn drie kunstwerken opgericht bij Scheemda, Nieuwolda en op de dijk van Termunterzijl. In 1986 werd het kanaal opnieuw geopend voor de scheepvaart, nu met name gericht op de waterrecreatie.
In 1863 ging het Termunterzijlvest over in het Waterschap Oldambt, dat vanwege de te lage capaciteit van de Boog van Ziel besloot tot de aanleg van een zijtak van het Termunterzijldiep buiten Termunterzijl, waar een nieuwe spilsluis werd gebouwd, de Nieuwe Zijl, die in 1870 werd voltooid. Tegen 1930 liepen beide sluizen opnieuw tegen hun capaciteit aan en werd het gemaal Cremer (capaciteit: 1500 m³/minuut) gebouwd dat vanaf de ingebruikname in 1931 24 uur per dag water in de zee kon pompen doordat ze niet meer afhankelijk was van het getij. In 1987 ging het Waterschap Oldambt over in het gefuseerde Eemszijlvest, dat in 2000 werd opgesplitst, waarbij het diep met de andere waterwegen ten zuiden van het Eemskanaal onderdeel werd van het waterschap Hunze en Aa's. Hetzelfde jaar werd ter vervanging van het gemaal Cremer het nieuwe Gemaal Rozema (capaciteit: 2700 m³/minuut) in gebruik genomen. Dit gemaal was met name nodig vanwege de voortdurende bodemdaling als gevolg van de gaswinning in Groningen (zie ook Aardgasveld van Slochteren). Tegelijk met het Gemaal Rozema werd een verbindingskanaal aangelegd tussen het Oosterhornkanaal (bij de Oosterhornhaven van Delfzijl) en het Termunterzijldiep, waardoor het diep een verbinding kreeg met de vaarwateren van Noord-Groningen en met de stad Groningen. In dit verbindingskanaal werd een schutsluis geplaatst, zodat in noodgevallen water overgepompt kan worden in de Eems. In 2009 werd begonnen met de aanleg van de Noordelijke Vaarverbinding van de Blauwestad (vanaf Midwolda) naar Nieuwolda via het Nieuwe Kanaal, waardoor het diep over een geplande drie jaar een tweede verbinding moet krijgen met de rest van het Oldambt naast de bestaande verbinding met het Winschoterdiep via het Opdiep.

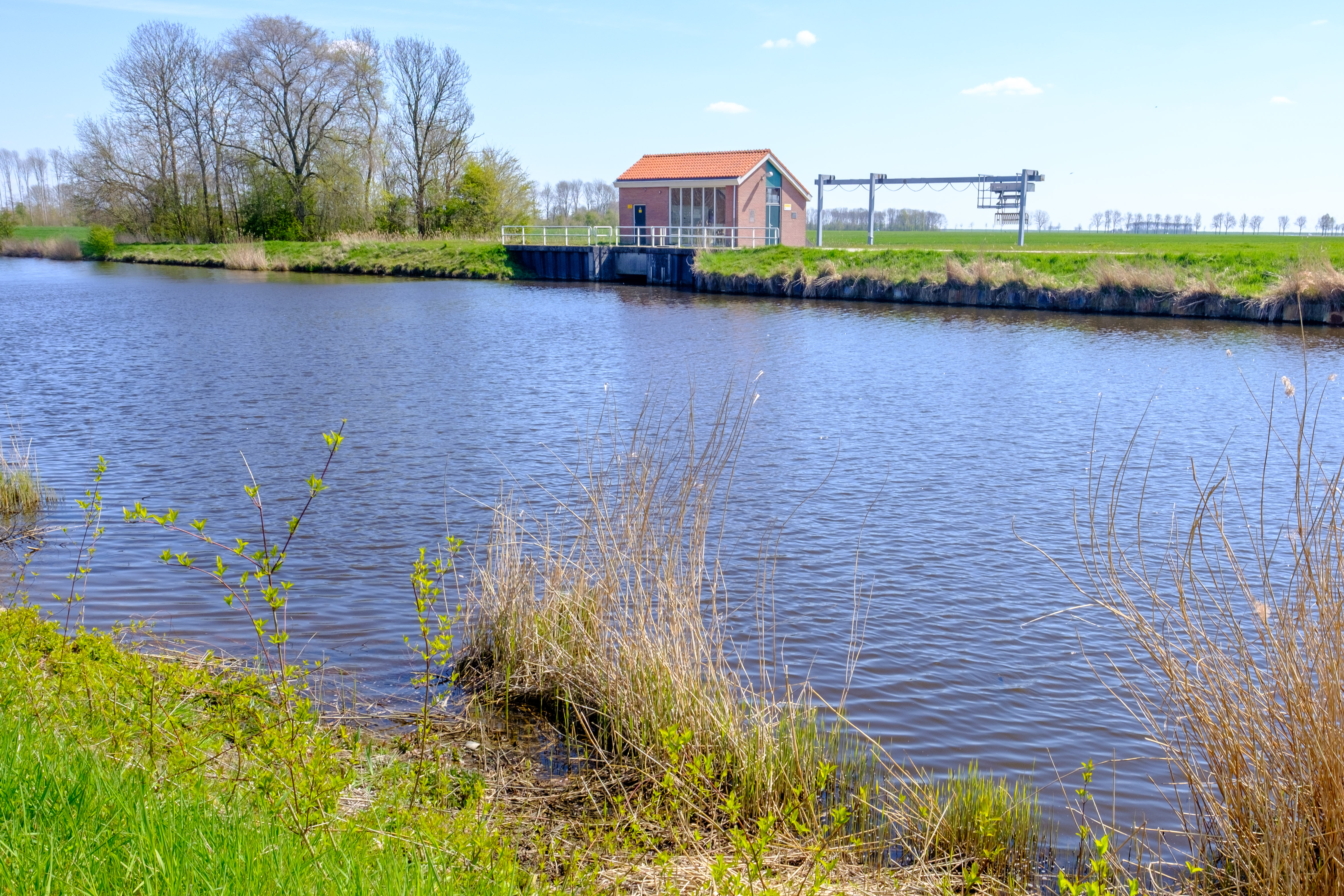
Gemaal Oude Ae bij de inlaat van de Oude Ae (Munte of Munter Ae) in het Termunterzijldiep. Gebouwd in 1991 ter vervanging van een ouder gemaal. Een gevelsteen herinnert aan dit vroegere gemaal van waterschap Oude Æ.
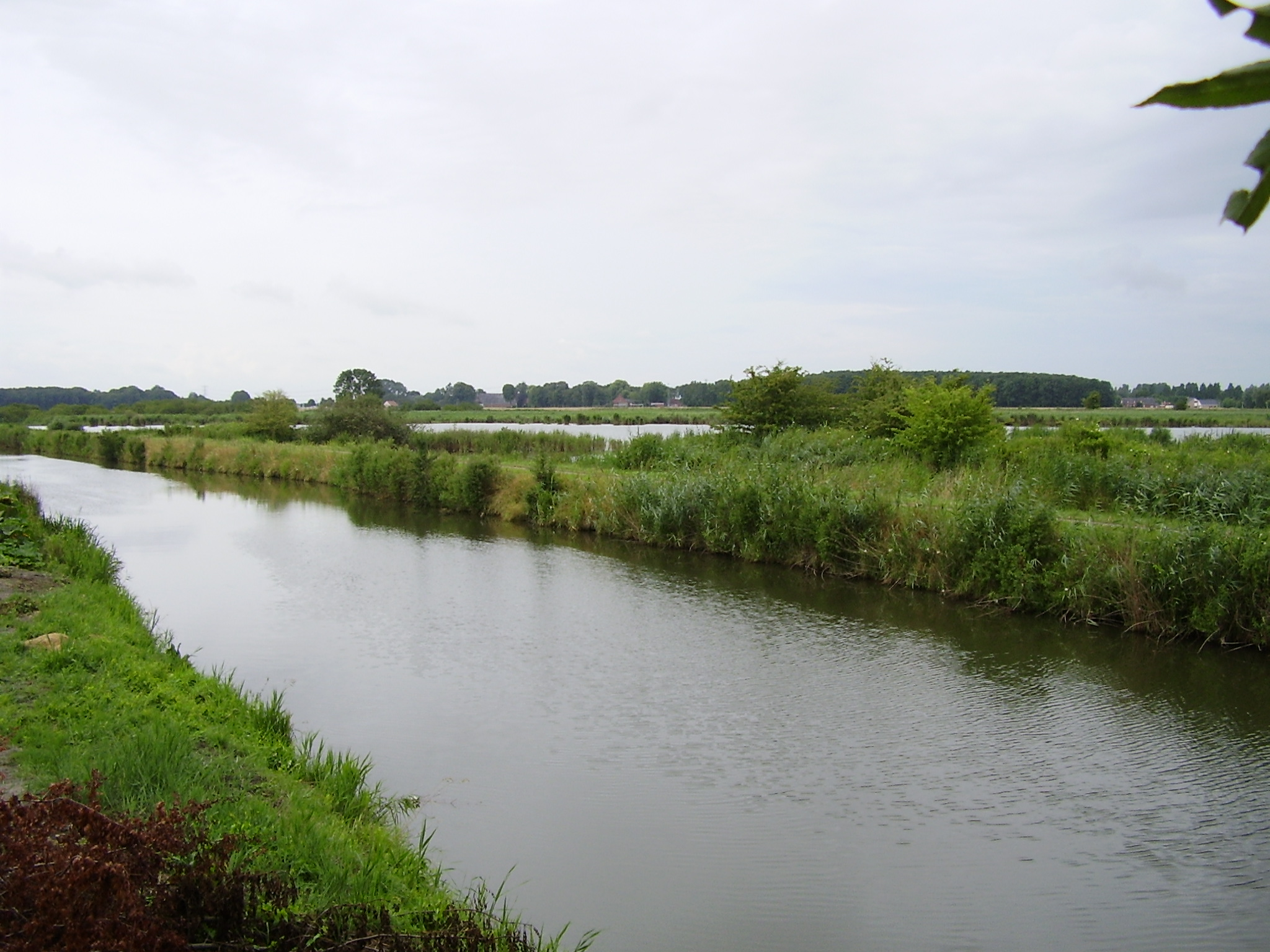
Uitzicht vanaf de Leeuwenborg in 't Waar over Termunsterzijldiep, fietspad en naastliggend natuurgebied
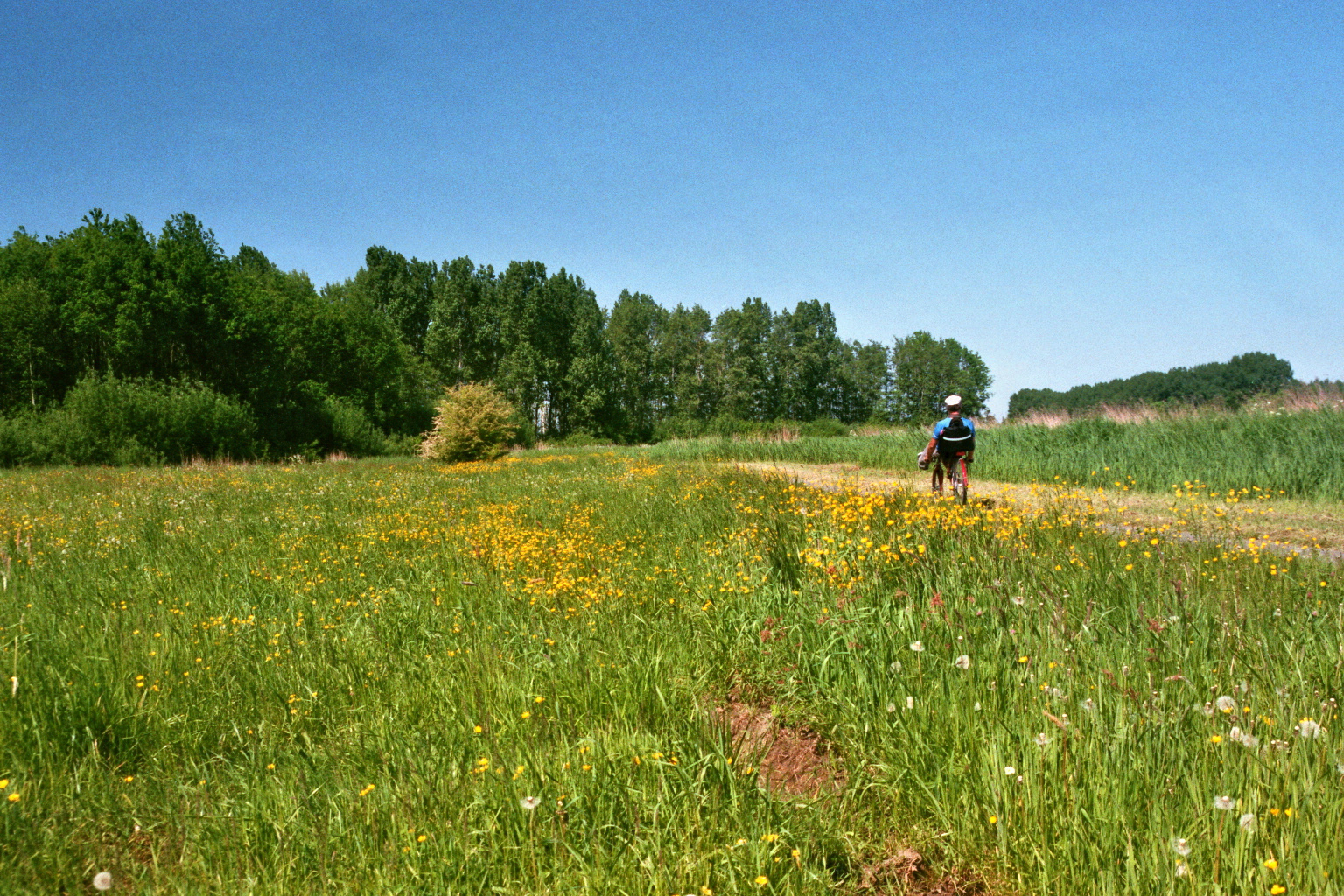
Natuurgebied en fietspad langs de noordwestoever van het Termunterzijldiep tussen Scheve Klap en Borgsweer